# Mrzky
Mrzky (en allemand : Mersek) est une commune du district de Kolín, dans la région de Bohême-Centrale, en République tchèque. Sa population s'élevait à 171 habitants en 2020.

## Géographie
Mrzky se trouve à 5 km au sud-ouest de Český Brod, à 29 km à l'ouest de Kolín et à 27 km à l'est de Prague.
La commune est limitée par Tismice au nord et à l'est, par Vrátkov et Doubravčice au sud, et par Hradešín et Přišimasy à l'ouest.

## Histoire
La première mention écrite de la localité date de 1295.